# 環境保健学研究科
環境保健学研究科（かんきょうほけんがくけんきゅうか）とは、環境学と保健学についてより高度な研究と教育を目的とした日本の大学院研究科。
麻布大学大学院に設置されている。同大学院では、免疫学や微生物学を研究する環境保健科学と環境分野の政策学を研究する環境衛生政策の各専攻が開設されている。 